# Filippo Spinola

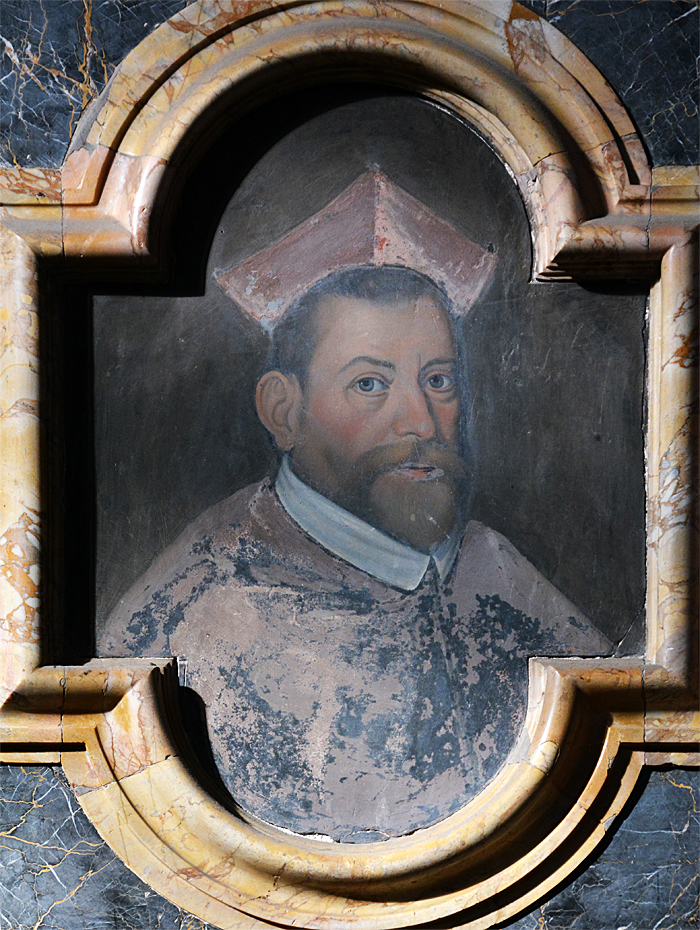
Kardinal Filippo Spinola (Epitaph in der Basilika Santa Sabina, Rom)

Filippo Spinola (* 1. Dezember 1535 in Genua; † 20. August 1593 in Rom) war ein italienischer Bischof und Kardinal der Römischen Kirche.

## Herkunft und Werdegang
Spinola war Mitglied der genuesischen Familie Spinola. Er war das dritte von sechs Kindern von Agostino Spinola, Graf von Tassarolo, und Gironima Albenga. Die anderen Geschwister waren Marcantonio, Ettore, Ottavio, Fabrizio und Ottavia. Andere Kardinäle der verschiedenen Zweige der Familie Spinola waren Agostino Spinola (Kreierung 1527), Orazio Spinola (1606), Agustín Spínola (1621), Giandomenico Spinola (1626), Giulio Spinola (1666), Giambattista Spinola, Senior (1681), Giambattista Spinola, Junior (1695), Niccol Spinola (1715), Giorgio Spinola (1719), Giovanni Battista Spinola (1733), Girolamo Spinola (1759) und Ugo Pietro Spinola (1831).
Als Spinola nach Rom zog, wurde er zum Subdiakon geweiht und wurde ein Referendar der Apostolischen Signatur.  Später wurde er ein Hausprälat Seiner Heiligkeit.
Am 8. Februar 1566 ernannte Papst Pius V. Spinola zum Bischof von Bisignano. Am 17. Februar 1566 weihte Giovanni Battista Cicala, Kardinalpriester von Sant’Agata de’ Goti, ihn gemeinsam mit Luca de Fieschi, den künftigen Bischof von Andria, in der Cappella Paolina zum Bischof. Mitkonsekratoren waren Carlo Cicala, Bischof von Albenga, und Giovanni Ambrosio Fieschi, Bischof von Savona. Am 9. März 1569 wurde er zum Bischof von Nola ernannt.
Am 12. Dezember 1583 erhob Papst Gregor XIII. ihn zum Kardinal. Am 20. Februar 1584 wurde ihm als Kardinalpriester die Titelkirche Santa Sabina zugewiesen.
1585 wurde er Administrator von Sora. Am 1. Juli 1585 hatte er die Bistümer Sora und Nola wieder abgegeben. Am 13. Mai 1585 wurde er zum päpstlichen Legaten in Perugia und Umbrien ernannt. 1591 hielt er diese Gesandtschaft ein zweites Mal.
Spinola nahm an den Konklaven 1585, September 1590, Oktober/Dezember 1590, 1591 und 1592 teil. Während der Abwesenheit von Kardinal Ludovico Madruzzo diente Spinola als Kardinalprotektor für das Heilige Römische Reich.
Ursprünglich wurde er in Santa Sabina bestattet. Mittlerweile ist er im Familiengrab in Genua.